# 5 fructidor
5 thermidor 5 jour complémentaire
Le quintidi 5 fructidor, officiellement dénommé jour du saumon, est le 335e jour de l'année du calendrier républicain.
C'était généralement le 22e jour du mois d'août dans le calendrier grégorien.